# Lomtjärnen (Piteå socken, Norrbotten, 726367-170527)
Lomtjärnen är en sjö i Piteå kommun i Norrbotten och ingår i Byskeälvens huvudavrinningsområde. Sjön har en area på 0,0519 kvadratkilometer och ligger 326 meter över havet. Lomtjärnen ligger i Byskeälven Natura 2000-område.

## Delavrinningsområde
Lomtjärnen ingår i det delavrinningsområde (726115-170909) som SMHI kallar för Utloppet av Stor-Långträsket. Medelhöjden är 324 meter över havet och ytan är 20,29 kvadratkilometer. Räknas de 5 avrinningsområdena uppströms in blir den ackumulerade arean 111,06 kvadratkilometer. Långträskån som avvattnar avrinningsområdet har biflödesordning 2, vilket innebär att vattnet flödar genom totalt 2 vattendrag innan det når havet efter 97 kilometer. Avrinningsområdet består mestadels av skog (62 procent) och sankmarker (16 procent). Avrinningsområdet har 2,27 kvadratkilometer vattenytor vilket ger det en sjöprocent på 11,2 procent. Bebyggelsen i området täcker en yta av 0,41 kvadratkilometer eller 2 procent av avrinningsområdet.